# Русское радио
Русское Радио — російська радіостанція, що веде мовлення в більшості країн СНД, у Литві, Латвії та деяких країнах далекого зарубіжжя. Відрізняється від інших подібних станцій трансляцією пісень російською мовою, хоча є винятки, де пропорції слів іноземних та російських в піснях можуть доходити до співвідношення 50/50.

## Історія
В Москві мовлення "Русское радио" почалося 2 серпня 1995. Влітку 1995 мовлення здійснювалося в тестовому режимі (з 8:00 до 22:00 в ефірі лише музика без джинглів, загасання між піснями від 5 до 20 секунд). З 1996 року в ефірі Російського радіо з'явилася реклама. Кожний рекламний блок супроводжувався жартами Миколи Фоменко (до 2009 року), Вадима Галигіна (2009—2012) та Дмитра Нагієва (з 20 грудня 2012).
В 1996 «Русское Радио» заснувало народну музичну премію «Золотий Грамофон», яка проходить наприкінці кожного року в Кремлі в Москві та аналогічна церемонія проходить в Льодовому палаці в Санкт-Петербурзі. В 2006 з'явився телевізійний аналог «Російського Радіо» — телеканал RU TV. Першим програмним директором радіостанції був Степан Строєв, який пропрацював до 2002 року. 2002 року Степан Строєв перейшов на Радіо Трійка, віщає на сусідній частоті 105.2, а замість нього програмним директором був призначений Андрій Чижов. 2007 року місце програмного директора зайняв Роман Ємельянов, який є ним і донині.
Тоді ж 1996 року з'явився хіт-парад Російського радіо — програма «Російська гірка», ведучим якого був Гліб Дєєв. В ефірі звучали 12 найкращих пісень минулого тижня. Програма виходила в ефір щосуботи о 21:00. З 20 лютого 1999 число пісень у хіт-паради збільшилася на 8, а програма стала триватиме 2 години. Змінилася і назва програми — тепер вона стала називатися «Золотий грамофон». Програма виходила в ефір по суботах з 12:00 до 14:00. Перші випуски програми вів Гліб Дєєв. З 2000 року програму вів Борис Корабльов. Тоді ж по п'ятницях в 19:00 стала виходити пародія на програму під назвою «Золотий унітаз», яку вів Андрій Чижов. після відходу Бориса Корабльова 2001 року він став ведучим програми «Золотий грамофон». З 2003 року провідним «Золотого грамофона» став Олександр Карлов. Після його відходу його змінив нинішній провідний хіт-параду Роман Ємельянов.
22 вересня 2010 радіостанція потрапила в «Книгу рекордів Гіннесса» за проведення 52-одинного шоу «Російські перці» в режимі нон-стоп. З 2012 року на сайті радіостанції крім власного ефіру з'явилися радіостанції « Русское кино», в якій звучать пісні з радянських та російських кінофільмів та «Золотий грамофон» — пісні володарів народної премії за всю історію. Також у відвідувачів сайту з'явилася можливість створити своє «Русское радио».
26 червня 2014 програмний директор «Русского радио» Роман Ємельянов повідомив про рішення розірвати договір про поставку музичного контенту з «Русское Радио Україна», що віщає в 37 містах. Причиною стала проведена станцією з 25 травня по 25 червня акція «Захисти армію — вона захистить тебе», під час якої 10 % від продажу реклами (250 тисяч гривень) були спрямовані на купівлю необхідних речей для українських військових з несформованого батальйону територіальної самооборони «Київська Русь», які візьмуть участь в збройному конфлікті на сході країни. За версією московського медіаменеджера, ця акція може бути спрямована саме проти його станції "можливо, у зв'язку з присутністю у назві слова «русское», а сам захід «й не так українських радіоведучих, скільки керівництва „Русского радио в Україні“, а можливо, чийсь ще».

## Ведучі
- Роман Ємельянов
- Алена Бородіна [Архівовано 28 лютого 2015 у Wayback Machine.] (крім основної роботи вела програми « Ранок великого міста» в парі з Глібом Дєєвим, « Русское інформбюро»)
- Дмитро Оленін [Архівовано 19 лютого 2015 у Wayback Machine.]
- Галя Корнєва [Архівовано 19 лютого 2015 у Wayback Machine.]
- Дмитро Лебедєв [Архівовано 19 лютого 2015 у Wayback Machine.]
- Макс Орлов [Архівовано 19 лютого 2015 у Wayback Machine.]
- Вадим Воронов [Архівовано 19 лютого 2015 у Wayback Machine.]
- Пригоди Аліси [Архівовано 19 лютого 2015 у Wayback Machine.]
- Сергій Мельников [Архівовано 19 лютого 2015 у Wayback Machine.]
- Белла Огурцова
- Вадим Данілін [Архівовано 19 лютого 2015 у Wayback Machine.]
- Анна Семенович
- Леся Альшевскіх [Архівовано 19 лютого 2015 у Wayback Machine.]
- Кирило Калінін [Архівовано 19 лютого 2015 у Wayback Machine.]

### Колишні ведучі
- Всеволод Нерознак (з моменту заснування до 2001 року) — «Російська служба новин», а також в 1997—1998 роках програма «Автомагія»
- Ірина Крилова (1996–1997)
- Гліб Дєєв (1995–2006: до 1999 року — «людина-будильник», крім основної роботи вів передачі «Ранок великого міста» — в парі з Оленою Бородіною, «Російська гірка», «Золотий грамофон» (перші випуски), «Вільна ніч» і «Неформат»)
- Маша Макєєва — багаторічна ведуча новин
- Марія Сергєєва (1996–1998)
- Аня Маслова (1996–1997)
- Ольга Волкова (1995–1999)
- Світлана Казарінова (з 1996 по 2003 рік)
- Марсель Гонсалес (з 1996 по 2000 і з 2002 по 2004 рік: також в парі з Антоном Голіциним вів програму «Танцплощадка»)
- Олександр Карлов (з 1996 по 2005 рік: крім основної роботи вів програми: «Золотий грамофон», «Додому» — в парі з Катею Новіковою)
- Катя Новикова (з 2004 по 2005 рік: в парі з Олександром Карловим вела вечірнє шоу «Додому»)
- Микита Бєлов (з 1997 по 2000 рік)
- Саша Сафонова (з 1996 по 2000 рік)
- Олексій Лисенков (з 1996 по 1999 рік: вів передачу «Веселий чайник»)
- Микола Фоменко (з 1996 по 2007 рік: вів передачі «Русские цвяхи», «Добрий ранок, В'єтнам!», «Російські гвозді-2», «Прокол»)
- Саша Пряников (з 1998 по 2003 рік)
- Андрій Чижов (з 1999 по 2007 рік: вів ранкові шоу: «Росіяни пряники» — в парі з Сашею Пряниковим, «Золотий унітаз», «Золотий грамофон», « Доподсолнечний період» в парі з Катериною Кудрявцевою та Ольгою Захаровою, «Соняшники» — в парі з Аллою Довлатовою, «апельсин-шоу» в парі з Іваном Тарелкіним та нинішньої ведучою Алісою Селезньовою)
- Ірина Льодяник (з 1999 по 2002 рік)
- Іван Ургант (початок 2000-х)
- Алла Довлатова (з 2002 по 2008 рік в парі з Андрієм Чижовим вела ранкове шоу «Соняшники»)
- Роман Трахтенберг (з 2005 по 2008 рік: помер 2009 року)
- Степан Строєв в ефірі працював як Максим Аксьонов (з 1996 по 1998 рік: вів програми «Російська Формула», «Яблучко», «Радіоказіно»)
- Іван Тарелкін (з 2004 по 2008 рік)
- Вадим Гусєв (з 1996 по 1999 рік: вів передачі «Пальці віялом» і «за хвилі моєї пам'яті»)
- Вадим Тихомиров (з 1997 по 2008 рік: вів програми: «Експрес-камера» — в парі з Павлом Паньковим, «Хороший годину» — в парі з Оленою Кутузовою)
- Павло Паньков (з 1997 по 2007 рік: в парі з Вадимом Тихомирова вів програму «Експрес-камера»)
- Жека Дубов (з 2006 по 2010 рік)
- Артем Потьомкін (з 2008 по 2010 рік)
- Шура Деточкин (з 2009 по 2014 рік: вів програму «Бережися автомобіля»)
- Дмитро Романов (з 2010 по 2014 рік)
- Борис Корабльов (з 1998 по 2003 рік, також вів програму «Золотий Грамофон», 2003 року перейшов на «Русское радио-2»)
- Альона Кутузова (з 2003 по 2008 рік)
- Ольга Захарова та Катерина Кудрявцева колишні учасниці команди КВН «Уральські пельмені» (з 2002 по 2007 рік, в парі з Андрієм Чижовим вели ранкове годинне шоу «Доподсолнечний період»)

## Передачі
- «Новини» (спільно з радіостанцією РСН)
- «Золотий грамофон» (з 20 лютого 1999 змінила програму «Російська Гірка») (1999—2000 — 12:00 — 14:00-сб., 2000—2007 — 12:00-14:00 нд., 2007 — н. в. — 17:00 — 19:00 пт, 11:00 — 13:00 Нд)
- «Стіл замовлень» (02:00 — 03:00 пн-нд, сб 11:00 — 12:00, 14:00 — 15:00 пн-нд, 18:00 — 19:00 пн-пт, 19:00 — 20:00, 21:00 — 23:00 сб-нд) — це програма по заявках слухачів Російського Радіо, в рамках якої вони можуть замовити свою улюблену пісню, передати привіт та поздоровлення. Для цього всі засоби хороші — і дзвінок в прямий ефір, і відправка sms-повідомлення. Ведучий програми зачитує sms-повідомлення в прямому ефірі. Крім того, всі музичні заявки, відправлені за допомогою sms-сервісу, публікуються в «шапці» сайту. Текст повідомлення можна побачити, натиснувши на верхній панелі кнопку SMS.
- «Дембельский альбом» (НД 09:00 — 10:00) — це програма для справжніх чоловіків, захисників Вітчизни, всіх, хто виконує свій обов'язок та служить своїй Батьківщині! У цьому сезоні ми раді представити вам нову ведучу-актрису та співачку Анну Семенович! Щонеділі з 9 до 10 ранку (час московський) ви зможете передати привіт своїм близьким, рідним та коханим, які знаходяться далеко від вас, і сказати їм найголовніші та дорогі слова. Ця програма також для тих, хто чекає своїх захисників вдома, і радіє кожній вісточці та привіту з військової частини. «Дембельский альбом» дає вам можливість поспілкуватися! Цілодобово відправляйте sms-повідомлення на номер 1057, починаючи їх зі слова «ДМБ». А в неділю вранці зустрічайте в ефірі «Русского Радио» Анну Семенович та слухайте свої привіти та поздоровлення!
- «Російські перці» (07:00 — 11:00 пн-пт)
- «Гра без слів» (19:10 пн-пт) — «Гра без слів» — фірмова забава «Русского радио»! Слухачам пропонується вгадати назви та виконавців пісень зі вступу. Кожна гра складається з трьох вступів. Якщо вдасться вгадати всі три пісні, то приз ваш! Вгадувати пісні можна з понеділка по п'ятницю в 19.10. Дмитро Оленін вже готує для вас музичні загадки та звичайно, подарунки!
- «Русское інформ-бюро» (кожний день в ефірі «Русского Радио») — «Русское інформбюро» — це новини з усього світу, без політики та негативної інформації. готує та представляє їх для вас улюблениця слухачів Галя Корнєва.
- «Е-шоу» (21:00 — 23:00 пн-пт) — В цій годині Белла Огурцова обговорить нагальні питання відносин між чоловіками та жінками, подругами, друзями, колегами, близькими родичами і т. д. Експертами виступають психологи, сексологи, ворожки, екстрасенси, астрологи. Вони дають професійні поради та допомагають у вирішенні спірних ситуацій.

### Колишні передачі
- «Російська Формула»
- «Пальці Віялом»
- «По хвилі моєї пам'яті»
- «Нічне таксі»
- «Російські цвяхи»
- «Веселий Чайник»
- «Радіоказіно»
- «Російська гірка» (з 20 лютого 1999 замінена на «Золотий грамофон»)
- «Російський хіт»
- «Добрий ранок, В'єтнам»
- «Русские пряники»
- «Російські цвяхи-2»
- «Прокол»
- «Апельсин-шоу»
- «Соняшник-шоу»
- «Вільна ніч з Глібом Дєєва»
- «Неформат»
- «Танцплощадка»
- «Комільфо»
- «Яблучко»
- «Вірменське радіо»
- «Камера-експрес»
- «Людям про людей»
- «Експрес-камера» з Вадимом Тихомирова та Павлом Панькова
- «Бережися автомобіля»
- «Золотий унітаз»
- « Ранок великого міста»
- « Хороший годину»
- « Доподсолнечний період» (годинна програма, що передувала програмі «Соняшник-шоу»)

## Міста мовлення

### Росія
- Абакан 102,2
- Алапаевск 101.8
- Александров 98,6
- Олексіївка 87,9
- Альметьевськ 101,4
- Анапа 106,9
- Анжеро-Судженск 100,2
- Апатити 101,6
- Армавір 104,7
- Арсеньєв 103,7
- Архангельськ 103,8
- Арзамас 101,3
- Асбест 106,5
- Астрахань 103,2
- Ангарськ 73,76
- Ачинськ 102,5
- Балаково 106,0
- Балашов 101,1
- Балезіно 103,3 і 71,72
- Барнаул 105,4
- Білгород 102,2
- Белебей 72,98
- Білогірськ 102,8
- Белорецк 101,5
- Березники 105,1
- Бійськ 73,28 і 101,3
- Біробіджан 101,7
- Благовєщенськ 103,3 і 73,64
- Борисоглібська 106,2
- Братськ 104,1
- Брянськ 102,6
- Бугульма 101,0
- Бугуруслан 101,2
- Бузулук 101,3
- Буй 100,5
- Валуйки 67,58
- Великі Луки 101,6
- Великий Новгород 100,4
- Великий Устюг 103,5
- Верхня Салда 103,9
- Владивосток 107,0
- Владикавказ 107,9
- Володимир 103,4
- Волгоград 105,6
- Волгодонськ 101, 7
- Вологда 104,9
- Волхов 105,7
- Воркута 102,7
- Воронеж 104,8
- Воткинськ 105,1
- Вуктил 102,4
- Вязніки 103,5
- Вязьма 100,2
- Геленджик 107,0
- Глазов 99,9
- Голишманово 105,4
- Губкін 96,4
- Гусь-Хрустальний 99,5
- Дальньогорськ 103,9
- Димитровград 100,4
- Дубна 98,6
- Єгорьєвськ 95,8
- Єйськ 101,8
- Єкатеринбург 105,7
- Єлець 105,4
- Єфремов 104,0
- Железногорськ 103,6
- Железногорськ-Ілімськ 104,0
- Заводоуковськ, Ялуторовск 104,8
- Зеленогорськ (Красноярський край) 101,5
- Зея 101,5
- Златоуст 88,1
- Іваново 107,7
- Іжевськ 100, 5
- Ирбит 69,68 і 102,7
- Іркутськ 87,6
- Ішим 102,5
- Йошкар-Ола 102,2
- Кабанськ 106,0
- Казань 90,7
- Калінінград 96,3
- Калуга 102,1
- Каменськ-Шахтинський 87,7
- Камишин 106,1
- Кандалакша 103,3
- Канівська 101,5
- Канськ 107,9
- Карачаевськ, Кумиш 105,5
- Касимов 101,4
- Кемерово 104,8
- Кіриші 100,3
- Кіров 103,9 і 73,19
- Кірсанов 101,7
- Ковров 107,5
- Когалим 100,5
- Комсомольськ-на-Амурі 102,2
- Коряжма, Котлас 102,2
- Коломна 97,4
- Кольчугино 87,8
- Красногвардійське 100,9
- Краснодар 101,8
- Краснотур'їнськ 101,1
- Красноярськ 105,8
- Кропоткін 92,3
- Кувандик 106,5
- Кузнецьк 100,1
- Кумертау 100,6
- Курган 102,7
- Курськ 101,2
- Кизил 103,8
- Лангепас 100,4 і 70,55
- Ленінськ-Кузнецкій 107,6
- Лесосібірск, Єнісейськ 105,0
- Липецьк 100,5
- Магнітогорськ 104,2
- Малинове 98,0
- Матвєєв Курган 105,2
- Махачкала 101,9
- Мегион 105,6
- Медвежьегорск 101,7
- Міас 91,5
- Миньяр 101,8
- Мирний 103,5
- Михайлівка 105,3
- Мічурінськ 90,5
- Можайськ 107,2
- Можга 100,3
- Моршинська 107,8
- Москва'105,7 та 71,3'
- Муравлєнко 103,5
- Мурманськ 105,5
- Муром 107,3
- Набережні Челни 103,6
- Нальчик 105,5
- Нарьян-Мар 103,0
- Знахідка 105,5
- Невинномиськ 94,2
- Нефтекамськ 102,3
- Нефтекумск 100,8
- Нефтеюганськ 106,1
- Нижньовартовськ 106,3
- Нижній Ломов 102,1
- Нижній Новгород 102,9
- Нижній Тагіл 104.7
- Нижня Тура, Качканар 101,3
- Новокузнецьк 105,5
- Новосибірськ 96,2
- Новоуральськ 101,6
- Новий Уренгой 103,3
- Норильськ 104,0
- Небраска 101,6
- Обнінськ 99,5
- Омськ 102,5
- Омутінський 102,6
- Орел 100,0
- Оренбург 107,2
- Орехово-Зуєво 99,3
- Орськ 103,3 і 73,1
- Пенза 104,8
- Первоуральськ 96,8
- Перм 106,2
- Петрозаводськ 104,7
- Петропавловськ-Камчатський 103,9
- Приморсько-Ахтарськ 104,1
- Приозерськ 103,6
- Псков 103,4
- П'ятигорськ 103,2
- Райдужний 103,8
- Реж 102,3
- Родники 107,7
- Росош 107,4
- Ростов-на-Дону 103,0 і 68,0
- Ртищево 100,9
- Рубцовськ 103,2 і 70,31
- Рибінськ 106,0
- Рязань 107,9
- Ржев 106,2
- Салехард 103,3
- Сальск 104,2
- Самара 100,3
- Санкт-Петербург 107,8
- Саранськ 101,3
- Сарапул 100,3
- Саратов 105,3
- Саров 73,94 і 105,4
- Саянськ 103,3
- Свободний 101,9
- Сєверодвінськ 106,9
- Сегежа 103,0
- Сєров 106,8
- Серпухов 88,1
- Смоленськ 103,5
- Славгород 102,5
- Слов'янськ-на-Кубані 106,3
- Сортавала 100,8
- Сочі 103,1
- Ставрополь 101,8
- Старий Оскол 105,5
- Стерлітамак 104,3
- Сургут 101,3
- Сизрань 98,7
- Сиктивкар 105,2
- Тавда 101,9
- Тамбов 105,9
- Тарко-Сале 105,4
- Твер 100,6
- Тихвин 106,9
- Тихорецьк 104,3
- Тобольськ 100,0
- Тольятті, Жигульовськ 88,0
- Томськ 102,1
- Торжок 101,0
- Тула  105,3
- Туапсе 101,4
- Тинда 103,2
- Тюмень 102,5
- Уварово 101,0
- Ульяновськ 103,0
- Улан-Уде 107,5
- Урай 101,6
- Урюпинск 102,1
- Усинськ 105,7
- Уссурійськ 105,5
- Усть-Ілімськ 103,7
- Усть-Лабунська 105,6
- Уфа 104,5
- Ухта 102,4
- Фурманов 101,3
- Хабаровськ 89,6
- Ханти-Мансійськ 104,1
- Чайковський 91,0
- Чебоксари 107
- Челябінськ 104,1
- Череповець 102,1
- Черкеськ 102,8
- Чита 106,6
- Чистополь 100,8
- Чусовий 104,4
- Шадрінськ 100,7
- Шарипово 104,0
- Шарья 101,6
- Шахти 107,3
- Еліста 101,7
- Югорськ, Радянський 101,6
- Южно-Сахалінськ 89,9 і 531 кГц
- Юрга 101,5
- Якутськ 106,1
- Ярославль 102,6
- Ясний 105,2

Радіостанція мовить у всіх містах-мільйонерах Росії.

### Казахстан
- Аксай 87,9
- Актау 105,4
- Актобе 100,6
- Алма-Ата 104,7
- Аркалик 105,2
- Астана 104,1
- Атирау 105,2
- Балхаш 105,1
- Жамбил 106,4
- Жезказган 105,2
- Караганда 102,8
- Кокшетау 102,0
- Костанай 103,0
- Кизилорда 102,8
- Лясковська 103,6
- Павлодар 106,2
- Петропавловськ 105,2
- Семипалатинськ 103,9
- Степногірськ 102,6
- Тараз 106,4
- Талдикорган 103,6
- Уральськ 102,2
- Усть-Каменогорськ 100,5
- Хромтау 99,3
- Шимкент 101,7
- Щучинск ПЛАН
- Екібастуз 106,2

### Білорусь
- Мінськ 98,9
- Могильов 98,6

### Вірменія
- Єреван 104,9

### Молдова
- Кишинів 103,7
- Бєльці 106,2
- Каушани, Тирасполь 103,0
- Едінци 105,4
- Чадир-Лунга 105,4
- Вулканешти 102,7

### ОАЕ
- Дубай 92,6 (НЕ віщає з 2012 р.)

### Іспанія
- Пальма-де-Майорка 104,2

### Латвія
- Рига 96,2
- Даугавпілс 101,6
- Лієпая 107,6

### Литва
- Вільнюс 105,6
- Каунас 100,4
- Клайпеда 90,6
- Паневежис 103,7
- Шяуляй 105,8

### Чорногорія
- Подгориця 106,2
- Никшич 90,7
- Бар 95,4
- Будва 103,0
- Котор 107,9
- Тиват 107,3
- Херцег-Новий 107,3

### Киргизстан
- Бішкек 104,5
- Ош 100,3
- Чолпон-Ата 103,2

### Таджикистан
- Душанбе 103,0

### Мовлення планується
- Апшеронск 106,1
- Арзгир 107,0
- Арсеньєв 103.7 ?
- Будьонівськ 102,8
- Бутурлиновка 107,7
- Верхній Уфалей 98,8
- Вятскиє Поляни 106.3
- Галич 103,4
- Губкін 96,4
- Дербент 106,4
- Єйськ 101,8
- Ильинское-Хованського 105,9
- Канськ 107,9
- Кореновск 88,1
- Котово 103,4
- Красноуфімськ 104,2
- Красний Кут 100,0
- Кувандик 106,5
- Курганинск 87,6
- Лабунська 106,7
- Междурєченськ 100,8
- Невинномиськ 98,3
- Нефтекумск 100,8
- Новоолександрівка 100,2
- Новосокольники 88,6
- Новочеркаськ 106,2
- Нижньовартовськ 88,7
- Озерськ 103,9
- Прасковея 103,4
- Саяногорськ 101,5
- Себеж 101,5
- Чита 106,6
- Чухлома 101,7
- Юрьевец 102,3
- Ярково 103,4

### Мовлення перекрито або перенесено
- Олексіївка 87,9/88,9 — частоти закриті. Зараз мовить на 107,3
- Білгород 102,7-частота закрита. Сейчас мовить на 102,2
- Белокуриха 106,9 — замінено на Дорожнє радіо.
- Благовєщенськ 73,64 — частота закрита. Сейчас мовить на 103,3.
- Бійськ 73,28 — замінено на Радіо Шансон
- Бійськ 103,7 — замінено на Ретро FM
- Виборг 104,6 — частота закрита
- Кингисепп 106,7 — частота закрита
- Кольчугино 87,8 — частота закрита
- Майкоп 104,0 — замінено на Радіо Маяк
- Рубцовськ 102,3 — замінено на Європа Плюс. Зараз мовить на 103,2
- Старий Оскол 100,4 — частота закрита. Зараз мовить на 105,5
- Туапсе 101,4 — частота закрита. Зараз мовить на 102,8
- Уфа 106,5 — замінено на Авторадіо. Зараз мовить на 104,5
- Югра 95,9/101,5 — замінено на Міліційну хвилю

## Супутникове мовлення
З 5 вересня 2011 ведеться супутникове мовлення на супутнику Eutelsat W7 в радіопакет Триколор ТВ

## Цікаві факти
- Русское радио має найбільшу у світі мережу регіональних мовлень. У більшості міст Росії частоти належать самому Русскому радіо, через дочірнє ЗАТ «Русское радио-Євразія» під однією ліцензією № РВ 22045
- Русское радио — Естонія (сайт: http://russkoeradio.fm [Архівовано 22 березня 2022 у Wayback Machine.]) не має відношення до Російському радіо, це окрема радіостанція. Однак деякі джингли запозичені з російського Русского радио.
- У романі Дар'ї Донцової «Фокус-покус від Василини Жахливої» з циклу Віола Тараканова, розповідається історія «Русского радио», засновниками якого нібито є Архип Сергєєв, Сергій агрусу та Анатолій Богдан. Сюжет в тому, що коли головну героїню запрошують на вечірку «Русского радио» вона стає свідком бійки між співзасновником радіо Сергєєвим та скандально знаменитим продюсером Волковим. Потім вона дізнається, що Волков убитий а Сергєєв у в'язниці та Віолі належить в цьому розібратися.

У однойменній екранізації роману замість «Російського радіо» згадується «Відтягніть-Радіо».